# رود فال
رود فال رودی است که به کانال مانش می‌ریزد. این رود از کشور بریتانیا می‌گذرد.